# Pianka (ubiór)

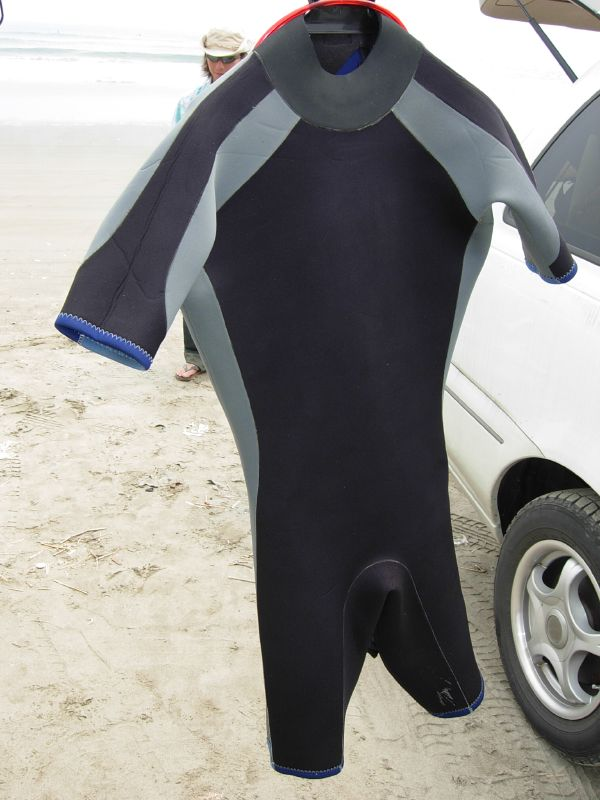
Krótka pianka

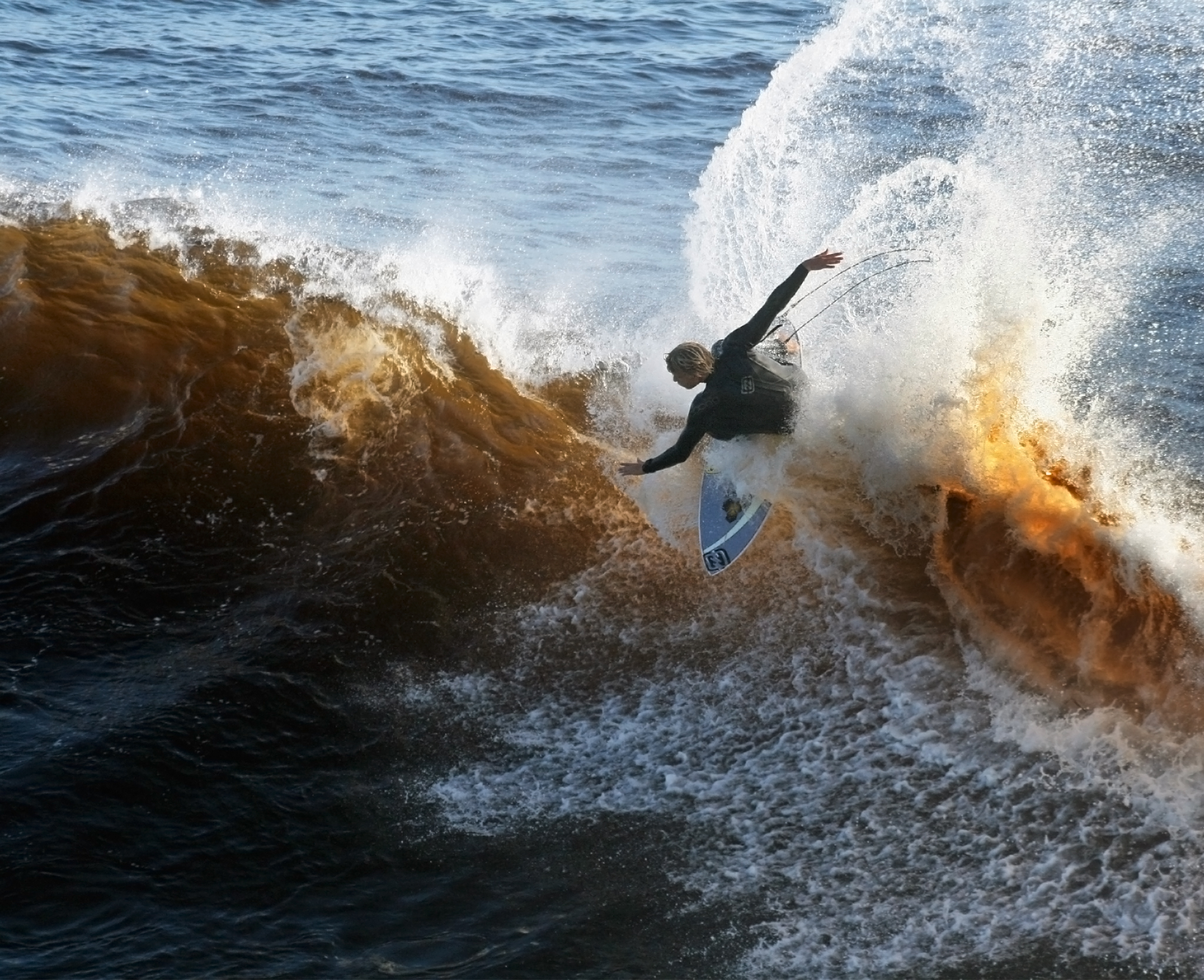
Surfer w skafandrze piankowym

Pianka – ubiór chroniący przed utratą ciepła w czasie uprawiania sportów wodnych. Termiczny efekt pianki jest uzyskiwany poprzez zatrzymanie pęcherzyków gazu (zazwyczaj azot) w materiałach takich jak neopren lub polichlorek winylu.
Został wynaleziony około roku 1951 przez Hugh Bradnera z Instytutu Oceanografii im. Scrippsa.
Początkowo pianka miała być ubiorem dla nurków marynarki wojennej. Bradner rozpoczął swoje badania na wiosnę 1951. Na jesieni 1951 rozpoczęły się bardziej aktywne badania, kiedy naukowcy z Berkeley Radiation Laboratory rozpoczęli badania nad testowaniem różnych materiałów. W tym czasie Hugh Bradner z Berkeley Radiation Laboratory pracował nad absorpcją i odbijalnością fal uderzeniowych od różnych materiałów.
W liście  z 21 czerwca 1951 Bradner zauważył, że ubrania dla nurków nie muszą być wodoszczelne, jeżeli uda się zatrzymać powietrze w materiale. Innymi słowy, nurek nie musi być suchy, żeby było mu ciepło. Bradner rozpoczął testy na jesieni 1951.

## Naukowe podstawy
Teoria wymiany ciepła pomiędzy ciałem i wodą w obecności pianki  jest przedmiotem wielu badań fizjologicznych i opracowań teoretycznych wymiany transportu ciepła. Zmiana temperatury ciała zależy od produkcji ciepła, przewodzenia, wypromieniowania i konwekcji.
Jednym z błędnych sądów jest, że pianka ogrzewa ciało poprzez ogrzanie wody, która wciska się pomiędzy ciało pływaka i piankę. Kompletną dyskusję, dlaczego tak nie jest, przeprowadzili Bohren i Albrecht w książce o termodynamice atmosfery.
W rzeczywistości ocieplanie jest powodowane przez izolację materiału (zazwyczaj neoprenowego), w którym są zawarte pęcherze powietrza. Przewodnictwo cieplne w powietrzu jest około 20 razy mniejsze niż przewodnictwo wody. Pianka zapewnia komfort cieplny, ponieważ jest stosunkowo gruba (średnio około 8 mm) i ze względu na małe przewodnictwo ciepła.
Oporność cieplną pianki można opisać wzorem
{\displaystyle R_{s}=x/kA}
gdzie A jest powierzchnią pianki, k jest przewodnictwem cieplnym neoprenu (0.190 W/mK) uśrednionym z przewodnictwem cieplnym gazu w pęcherzach, co daje k=0.044W/mK, x jest grubością pianki.
Sierść zwierząt, takich jak foki lub niedźwiedzie polarne, działa podobnie jak mokra pianka, natomiast pióra pingwinów działają jak sucha warstwa ocieplająca.